# Allomengea niyangensis
Allomengea niyangensis är en spindelart som först beskrevs av Hu 200.  Allomengea niyangensis ingår i släktet Allomengea och familjen täckvävarspindlar. Inga underarter finns listade i Catalogue of Life.